# Villa ter Meer

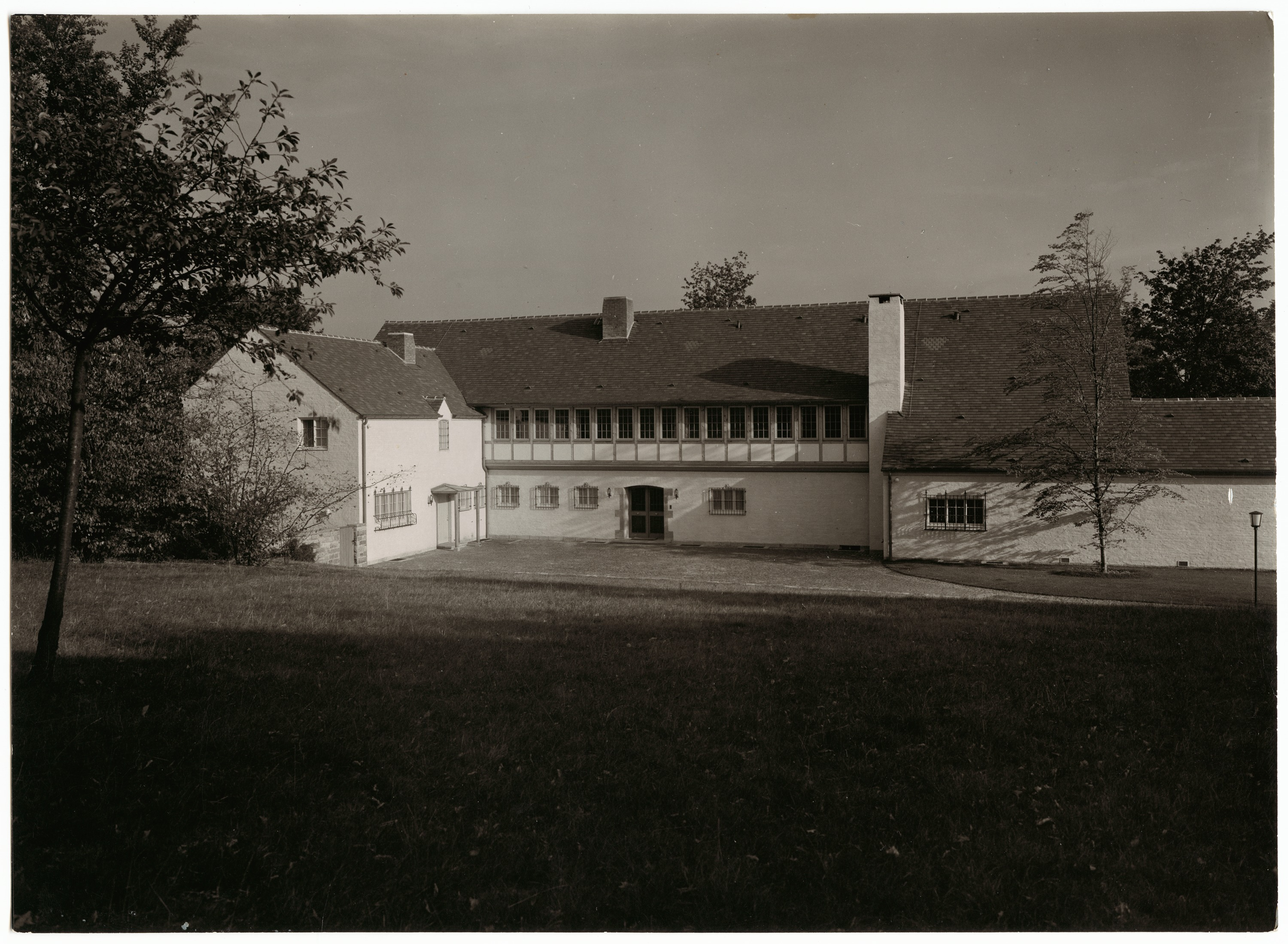
Nordseite mit Eingangshof

Die Villa ter Meer ist ein Landhaus im Guaita-Park in Kronberg im Taunus.

## Geschichte
Die Villa ter Meer wurde 1935 für den Chemiker und Unternehmer Fritz ter Meer von den Architekten Kurt Dübbers und Paul Bonatz entworfen und errichtet. Die Villa verfügt über 15 Zimmer und 1200 Quadratmeter Wohnfläche, zudem über Häuser für Fahrer (125 m²) und Gärtner (85 m²) sowie ein privates Schwimmbad.

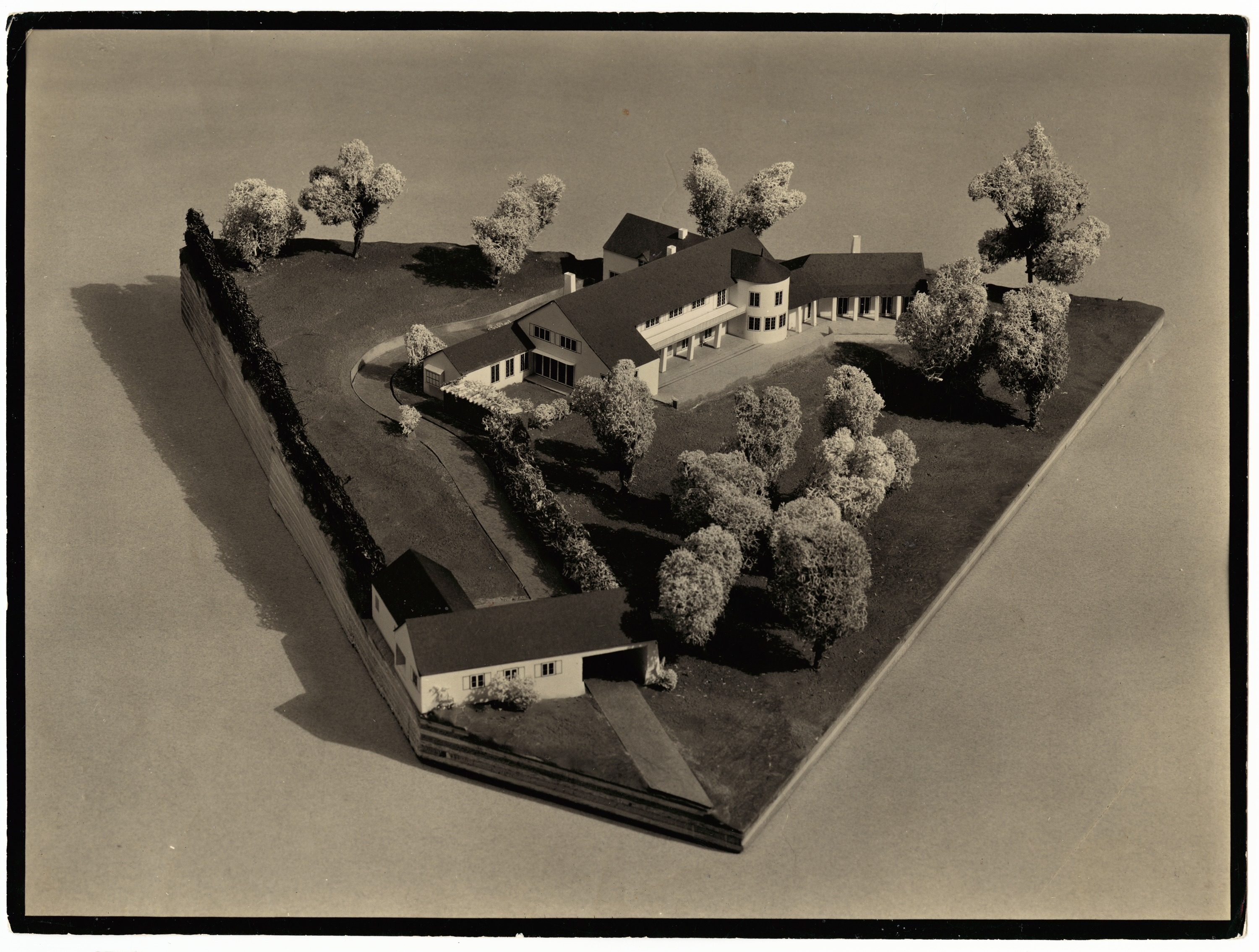
Modell der Villa

Die Villa befindet sich in einer 7,5 Hektar großen Fläche des Guaita-Parks, die zuvor auch der Villa Guaita diente. Der Park der Villa ter Meer ist das letzte zusammenhängende Parkgrundstück der Stadt Kronberg und ein kultur- und gartenkunsthistorischer Lebensraum.
Fritz ter Meer nutze die Villa von 1936 bis 1945. 1953 schließlich wurde die Villa an die Hessische Immobilien-Verwaltungs-GmbH, eine Tochtergesellschaft der Süddeutschen Bank verkauft, von der sie Hermann Josef Abs erst mietete und dann 1956/57 erwarb. Dieser wohnte dort bis zu seinem Tod 1994. Von 1994 bis 2001 stand die Villa leer. 2001 wurde sie von einem Privatmann gekauft, der dort bis 2016 mit seiner Familie lebte, jedoch bereits 2010 für 12,5 Millionen Euro zum Verkauf angeboten, bis 2015 die Real Estate GmbH unter Michael Perlick die Sachgemeinschaft bei einer Auktion für 4,7 Millionen Euro erwarb. Seit Oktober 2021 steht die Villa wieder für 14,8 Millionen Euro zum Verkauf.
Das Anwesen diente 2015 dem Fernsehfilm Tiefe Wunden – Ein Taunuskrimi als Drehkulisse.